# 기타다니촌 (니가타현)
기타다니촌(北谷村)은 니가타현 고시군에 있던 촌이다. 현재의 미쓰케시 남부 및 나가오카시 일부에 해당한다.

## 역사
- 1889년 4월 1일 - 정촌제 시행에 의해 고시군 기타다니촌이 성립하였다.
- 1953년 10월 1일 - 미나미칸바라군 미쓰케정에 편입되어 소멸하였다.

## 교통

### 철도
촌내에는 에치고 교통이 운영하는 도치오선이 다음과 같은 역이 있었다.(동 노선 폐지로 인해 현재는 모두 폐역) 
쓰바키자와역 - 이토리역 - 나키노역 - 가미미츠케역 - 메이쇼역
※가미미쓰케역은 개업 초기에는 기타다니촌에 있었으나, 몇년후 건너편 미쓰케정으로(현재 가미쓰케 하나미즈키 단지가 있는 곳) 이전했다. 합병 전인 1953년 6월에 당초 가미미쓰케역이 있던 곳 부근에 나키노역이 설치되었다.